# Фиолетовый камуфляж
Фиолетовый камуфляж (англ. Purplewashing) — составное слово, понятие, созданное по образцу термина whitewash (отмывание) и greenwashing (зелёный камуфляж). Приставка «фиолетовый» ассоциируется с феминизмом, а глагол «отмывать» относится к стратегиям, которые используют права меньшинств для поддержания или усиления структурных форм дискриминации.
В контексте феминизма термин используется для описания разнообразных политических и маркетинговых стратегий, направленных на продвижение стран, людей, компаний и других организаций посредством призыва к гендерному равенству. Эту маркетинговую тактику также называют «фемрекламой», в частности она обсуждалась в контексте рекламы Gillette Razor #MeToo, направленной на токсичную мужественность.
Этот термин обычно используется для осуждения использования феминизма в оправдание того, что воспринимается как ксенофобская или исламофобская политика.
Это слово также используется для критики того, как западные страны, которые не достигли полного гендерного равенства, оправдываются, указывая на то, что в других странах (часто мусульманских) или культурах качество жизни женщин ещё хуже.
Существует наряду с терминами пинквошинг (увеличение продаж под лозунгом борьбы с раком груди), brownwashing (декларируемая поддержка прав темнокожих людей без внедрения на практике таковой поддержки), rainbowwashing (заявления о поддержке LGTBQIA+ сообщества с целью продажи товаров и без фактического оказания поддержки).